# Средний (Красногвардейский район)
Сре́дний — хутор в Красногвардейском районе (муниципальном округе) Ставропольского края России.

## География
Расстояние до краевого центра: 105 км.
Расстояние до районного центра: 28 км.

## История
Образован в 1924 году.
До 16 марта 2020 года входил в упразднённый Родыковский сельсовет.

## Население
| 1989 | 2002 | 2010 | 2014 |
| ---- | ---- | ---- | ---- |
| 246  | ↗274 | ↗440 | ↘300 |

По данным переписи 2002 года в национальной структуре населения преобладают русские (95 %).

## Инфраструктура
- Библиотека. Открыта 22 сентября 1968 года[8]
- Здравпункт[9]
- Колхоз «Заря». Открыт 27 марта 1976 года[10].

## Кладбища
В окрестностях Среднего расположены 3 общественных кладбища (2 открытых и 1 закрытое). Одно из них, площадью 5 тыс. м², находится при въезде в хутор; два других, площадью 2 тыс. м² и 6 тыс. м², — при выезде из хутора по направлению к селу Покровскому.